# Carapus dubius
Carapus dubius е вид лъчеперка от семейство Carapidae.

## Разпространение и местообитание
Видът е разпространен в Гватемала, Еквадор, Колумбия, Коста Рика, Мексико, Никарагуа, Панама, Салвадор, САЩ и Хондурас.
Обитава крайбрежията и пясъчните и скалисти дъна на морета, заливи, рифове и реки в райони с тропически и субтропичен климат. Среща се на дълбочина от 1,4 до 79 m, при температура на водата около 14,9 °C и соленост 34,9 ‰.

## Описание
На дължина достигат до 15 cm.